# Lista över svenska akademier
Detta är en lista över svenska akademier.  De kan indelas i flera grupper, dels akademier med kunglig sanktion som har genom den då regerande monarken meddelat tillstånd ett kungligt prefix. Därutöver finns föreningar och sammanslutningar med specialintressen av mer föreningsmässig karaktär, men där också medlemskap vinnes genom inval. Några akademier syftar till att främja provinisiell kultur.

## Kungliga akademier
- Kungl. Akademien för de fria konsterna, har till målsättning att främja de fria konstarterna i Sverige
- Kungl. Vetenskapsakademien, fristående, icke-statlig organisation med syfte att främja vetenskaperna, främst matematik och naturvetenskap
- Kungl.Vitterhets Historie och Antikvitets Akademien, skall främja forskning och annan verksamhet inom humanistiska, religionsvetenskapliga, rättsvetenskapliga och samhällsvetenskapliga discipliner samt kulturmiljövård
- Kungl. Musikaliska Akademien, har till uppgift att främja tonkonsten och musiklivet, företrädesvis inom musikutbildning, musikvetenskap och konstnärligt utvecklingsarbete
- Kungl. Örlogsmannasällskapet, Sveriges marina akademi, ska främja sjökrigsvetenskap och kunskap om sjöväsendet i allmänhet
- Svenska Akademien, skall främja svenska språket och litteraturen
- Kungl. Krigsvetenskapsakademien har som ändamål att främja vetenskaper av betydelse för fäderneslandets försvar.
- Kungl. Skogs- och Lantbruksakademien, har uppgift är att med stöd av vetenskap och praktisk erfarenhet till samhällets gagn främja jord- och skogsbruk och därtill knuten verksamhet
- Kungl. Ingenjörsvetenskapsakademien har till uppgift att främja de tekniska och ekonomiska vetenskaperna
- Kungl. Gustav Adolfs Akademien för svensk folkkultur
- Kungliga Fysiografiska Sällskapet i Lund
- Kungliga Humanistiska Vetenskapssamfundet i Lund
- Kungliga Humanistiska Vetenskapssamfundet i Uppsala
- Kungliga Samfundet för utgivande av handskrifter rörande Skandinaviens historia
- Kungliga Skytteanska Samfundet, skall stödja och uppmärksamma Norrlands kulturella och vetenskapliga utveckling
- Kungliga Vetenskapssamhället i Uppsala
- Kungliga Vetenskaps- och Vitterhetssamhället i Göteborg, KVVS
- Kungliga Vetenskaps-Societeten i Uppsala

## Övriga akademier
- Bastuakademien
- Gastronomiska akademien
- Hagdahlsakademien
- Hallands akademi
- Hälsinge akademi
- Sahlgrenska akademin
- Schackakademien
- Skaraborgs Akademi
- Skåneländska Gastronomiska Akademien
- Skånska Akademien
- Smålands akademi
- Strömstad akademi
- Surströmmingsakademien
- Svenska Deckarakademin
- Svenska Projektakademien
- Svenska Serieakademin
- Västra Gastronomiska Akademin
- Värmländska Akademien